# Charles Boyer

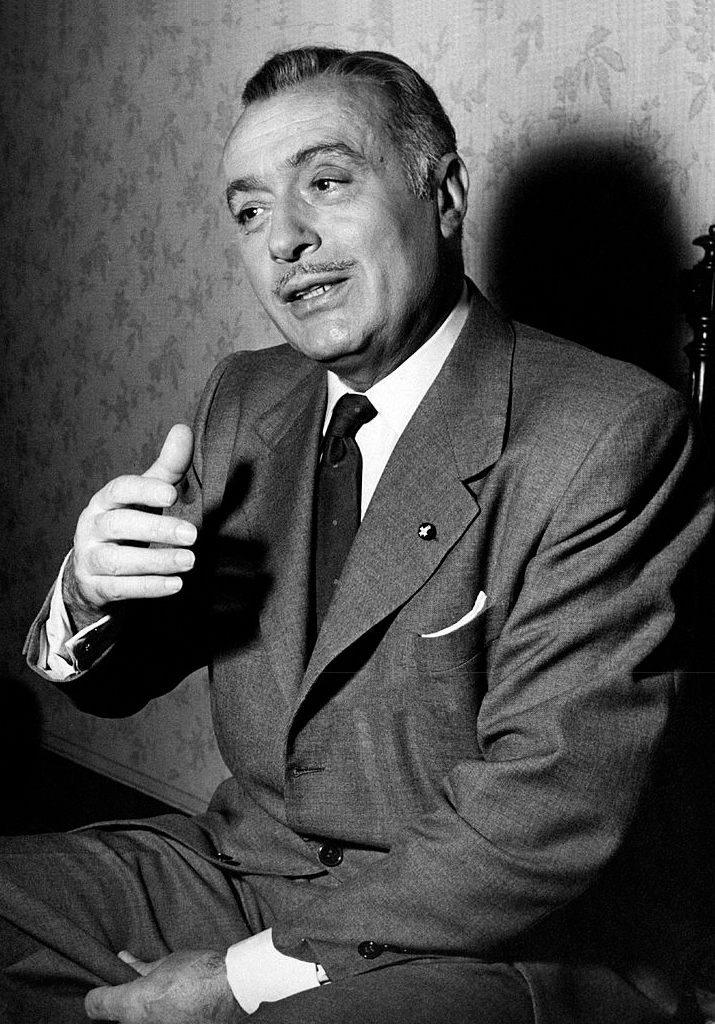
Charles Boyer, 1955.

Charles Boyer (IPA: /bwaje/), född 28 augusti 1899 i Figeac, Lot, död 26 augusti 1978 i Phoenix, Arizona, var en fransk-amerikansk skådespelare, huvudsakligen verksam i Hollywood. Boyer medverkade i över 80 filmer mellan 1920 och 1976. Han började sin karriär på scenen men fann sin framgång inom den amerikanska filmen under 1930-talet. Några av Boyers mest framstående rollinsatser gjordes i romantiska dramer såsom Allahs trädgårdar (1936), Algiers (1938) och Det handlar om kärlek... (1939), liksom i mysterie-thrillern Gasljus (1944). Charles Boyer mottog fyra Oscarnomineringar för bästa manliga huvudroll (1937, 1938, 1944 och 1961).

## Biografi
Charles Boyer gjorde såväl scen- som filmdebut 1920. Åren 1929–1931 gjorde han ett misslyckat försök till filmkarriär i Hollywood, åkte tillbaka till Europa, men återvände 1934 till Hollywood, denna gång för att stanna. 
Han blev publikgunstling och filmens Store Romantiske Älskare under 1930- och 1940-talen, med sin enligt åskådarna galliska charm, sammetsröst och vackra ögon. Han var dessutom en duktig skådespelare och spelade mot de flesta av Hollywoods stora kvinnliga stjärnor på den tiden. Bland hans mest kända roller återfinns den i Gasljus 1944, där han gjorde en skurkroll, en man som försökte övertyga sin hustru, spelad av Ingrid Bergman, att hon var sinnessjuk.
Vid fyra tillfällen nominerades han till Oscars i kategorin bästa manliga skådespelare, men vann dock aldrig. Däremot tilldelades han en Heders-Oscar 1942. Med åldern kom karaktärsrollerna och en komedibetonad TV-karriär. 
Boyer begick självmord genom en överdos sömntabletter, endast två dagar innan han skulle fylla 79 år och två dagar efter hans hustrus bortgång. Han hade varit gift sedan 1934 med den brittiska skådespelaren Pat Paterson. Deras enda barn, sonen Michael, begick självmord 1965.
Charles Boyer har två stjärnor på Hollywood Walk of Fame, en för film och en för TV, båda vid adressen 6300 Hollywood Blvd.

## Filmografi i urval
- L'Homme du large (1920)
- La Ronde infernale (1927)
- Den rödhåriga kvinnan (1932)
- Liliom (1934)
- Attentatet (1935)
- Enskilt område (1935)
- Mayerlingdramat (1936)
- Allahs trädgårdar (1936)
- Kamrater i Paris (1937)
- Marie Walewska (1937)
- Som en tjuv om natten (1937)
- Algiers (1938)
- Det handlar om kärlek  (1939)
- Allt detta och himlen därtill (1940)
- Natten är så kort... (1941)
- Manhattan (1942)
- Alla himlar öppna sig (1943)
- Bortom alla gränser (1943)
- Blixtkär (1944)
- Gasljus (1944)
- Som hemlig agent (1945)
- Husan som inte visste sin plats (1946)
- En kvinnas hämnd (1948)
- Triumfbågen (1948)
- Hela världen är förälskad (1952)
- Bröllopsgåvan (1953)
- Nana (1955)
- Jorden runt på 80 dagar (1956)
- Fanny (1961)
- De fyra ryttarna (1962)
- Hur man stjäl en miljon (1966)
- Brinner Paris? (1966)
- Barfota i parken (1967)
- Casino Royale (1967)
- Tokiga grevinnan (1969)
- April april (1969)
- Bortom horisonten (1973)
- Nina (1976)

## Teater

### Roller
| År   | Roll          | Produktion                           | Regi           | Teater                          |
| ---- | ------------- | ------------------------------------ | -------------- | ------------------------------- |
| 1958 | Paul Delville | The Marriage-Go-Round Leslie Stevens | Joseph Anthony | Plymouth Theatre, New York, USA |